# ヨウ素剤
ヨウ素剤（ヨウそざい、英: Iodine tablet）は、ヨウ化ナトリウムやヨウ化カリウムの製剤として内服用丸薬、シロップ薬、飽和溶液 (saturated solution of potassium iodide: SSKI)、粉末状の塩等として製剤される他、アルコール溶液やポリビニルピロリドンとの錯体として製剤される。
放射性同位体の崩壊を利用し放射線医学試薬として、または安定同位体を利用して原子力災害時の放射線障害予防薬や造影剤の原料として用いられるほか、強い殺菌力を利用し消毒薬、農薬などに用いられる。

## 消毒薬・農薬

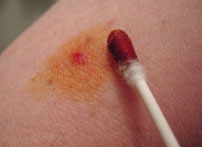
ポビドンヨードを用いた皮膚の殺菌

古くから、ヨウ素が持つ強力な殺菌効果を利用し、ヨードチンキやルゴール液としてうがい薬、外用消毒薬として市販されてきた。また現在ではポリビニルピロリドンとの錯体として、ポビドンヨードとして販売され、強い殺菌力と比較して人体に対する毒性が低いため広く用いられている。
またヨードメタンやジヨードメタン、ヨードホルム等の有機ヨウ素化合物は強い殺菌力および殺虫力を持ち、農薬では土壌くん蒸に利用される。カビや線虫に対する効果が高く、多くが劇薬指定される。

## 原子力災害時の放射線障害予防薬

### 概要
放射性でない安定ヨウ素を甲状腺に取り込んでおくことにより、放射性ヨウ素が甲状腺に蓄積されにくくし、被爆によって発生する小児甲状腺がんを減らす効果が期待できる。18歳未満の者に対して特に効果があり、同時に優先順位が高い。40歳以上の者は有為な効果が期待できないため、服用は不要である（世界保健機関基準による）。
また、ヨウ素以外の放射性物質に対しては効果が無く、ヨウ素剤を飲んだからと言って、放射線防護や除染を怠ってはいけない。

### 原理と詳細
ヨウ素は同位体の種類が多く（ヨウ素の同位体を参照）、その大半が放射性同位体として知られているが、自然に存在するヨウ素のほぼ100%が安定同位体のヨウ素127 (127I) であり、放射性ヨウ素と比較し「安定ヨウ素」と呼ばれる。安定ヨウ素はカリウム塩、ヨウ素酸カリウムの錠剤といった「安定ヨウ素」製剤として用いる。
動物の甲状腺は、甲状腺ホルモンを合成する際に原料としてヨウ素を蓄積する。原子力災害時等により、不安定同位体の放射性ヨウ素を吸入した場合は、気管支や肺または、咽頭部を経て消化管から体内に吸収され、24時間以内にその10 - 30%程度が甲状腺に有機化された形で蓄積される。放射性ヨウ素の多くは半減期が短く、その代表としてよく知られるヨウ素131 (131I) の半減期は8.1日であり、β崩壊することで内部被曝を起こす。
放射性ヨウ素の内部被曝は甲状腺癌、甲状腺機能低下症等の晩発的な障害のリスクを高めることが、チェルノブイリ原子力発電所事故の臨床調査結果より知られている。
大量にヨウ素を摂取した場合は、甲状腺にヨウ素が蓄積され、それ以後にさらにヨウ素を摂取しても、その大半が血中から尿中に排出され、甲状腺に蓄積されないことが知られている。
それを応用したのが、放射線障害予防のための「安定ヨウ素剤」の処方である。
非放射性ヨウ素製剤である「安定ヨウ素剤」を予防的に内服して甲状腺内のヨウ素を安定同位体で満たしておくと、以後のヨウ素の取り込みが阻害されることで、放射線障害の予防が可能である。この効果は本剤の服用から1日程度持続し、後から取り込まれた「過剰な」ヨウ素は速やかに尿中に排出される。
また、放射性ヨウ素の吸入後であっても、8時間以内であれば約40%、24時間以内であれば7%程度の取り込み阻害効果が認められるとされる。
| 年齢        | ヨウ素摂取量(mg/日) | ヨウ化カリウム摂取量(mg/日) | ヨウ素酸カリウム摂取量(mg/日) | ヨウ素を100mg含む錠剤として 1日あたり飲む個数 |
| ----------- | ------------------- | --------------------------- | ----------------------------- | --------------------------------------------- |
| 12歳以上    | 100                 | 130                         | 170                           | 1                                             |
| 3歳 - 12歳  | 50                  | 65                          | 85                            | 1/2 (1錠の半分)                               |
| 1ヶ月 - 3歳 | 25                  | 32                          | 42                            | 1/4 (1錠の4分の1)                             |
| 1ヶ月未満   | 12.5                | 16                          | 21                            | 1/8 (1錠の8分の1)                             |

なお、放射性ヨウ素の被曝による甲状腺の障害は、甲状腺の機能が活発な若年者、特に甲状腺の形成過程である乳幼児においてに顕著であり、40歳以上では有意ではないため、本剤の投与は40歳未満の者に対してのみ行われる。国際原子力機関 (IAEA) の基準では本剤の適用範囲を年齢・性別を問わずに適用としているが、世界保健機関 (WHO) の基準では40歳未満としている。一回の安定ヨウ素の投与は永続的なヨウ素過剰による甲状腺疾患は起こさない。
世界保健機関 (WHO) は安定ヨウ素剤配布の基準を甲状腺預託線量100mSvとしているが、安定ヨウ素剤の甲状腺腫瘍の発生を防ぐ効果と副作用のかねあいから小児、妊婦に対しては10mSvも適当であるとしている

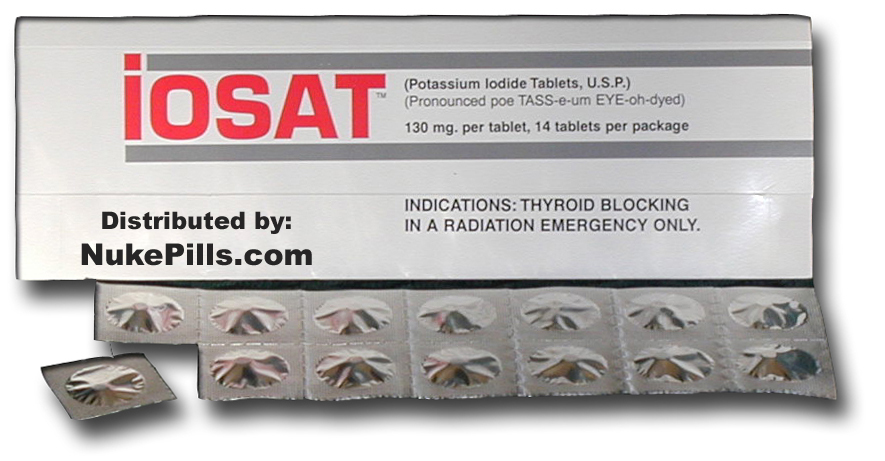
ヨウ化カリウム錠剤
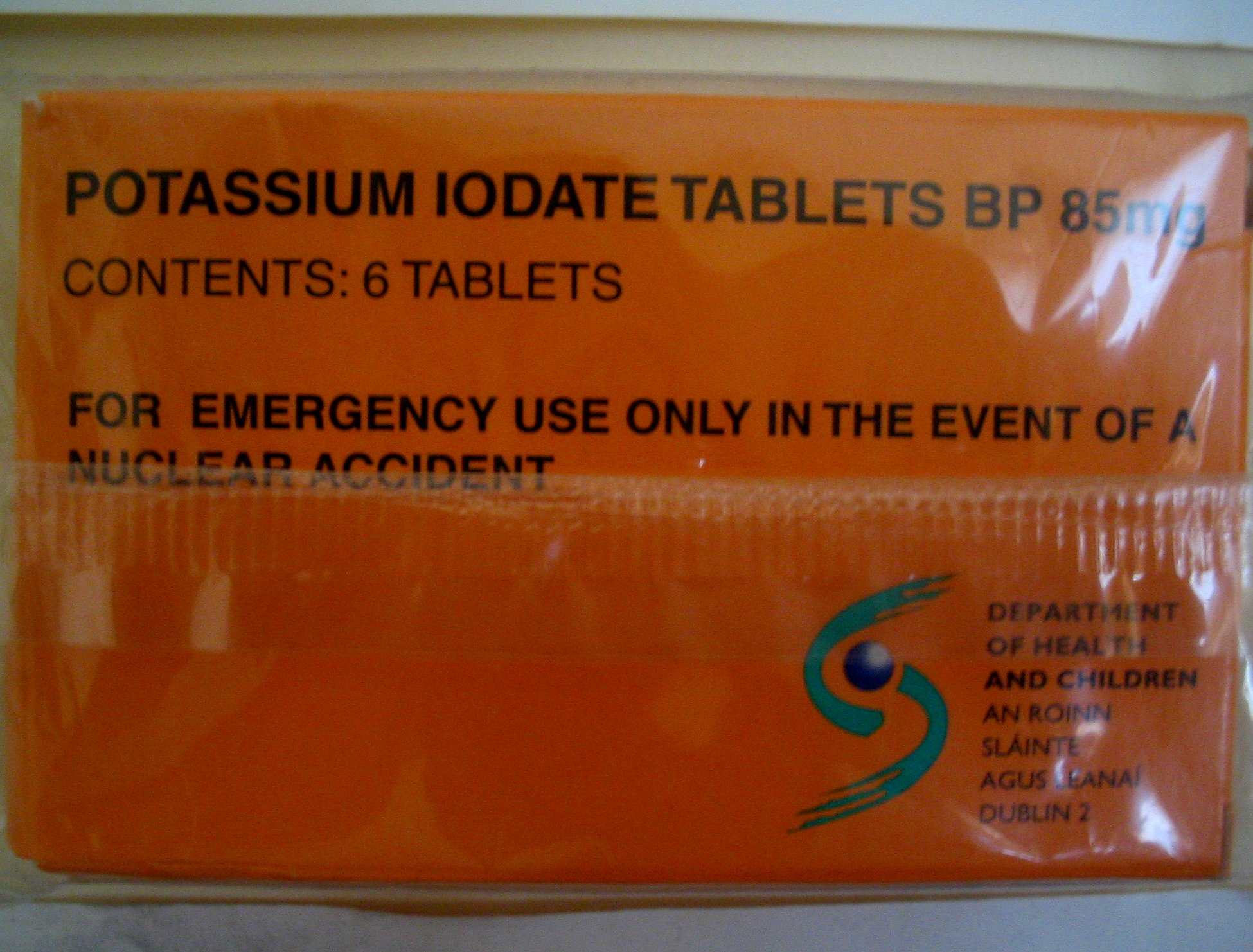
ヨウ素酸カリウム錠剤 （1957年ウィンズケール火災事故の際にアイルランドで配布されたもの）

### ヨウ素剤の事前配布
原子力災害の発生後では、混乱やインフラの寸断によってヨウ素剤の配布が困難であったり、
優先的に飲ませるべき者、飲んだ方が良い者、飲む必要のない者、飲んではいけない者を医師等専門家の知見に基づいて判断することも困難となる事態が予想される。
そして、遅いよりは早い方が良いヨウ素剤の性質に鑑みて、事前に配布がなされるべきであることは自明である。
事実、アメリカをはじめとする原子力発電所を稼働させている諸国において、近隣住民へのヨウ素剤の配布が行われていた。
日本では東日本大震災の教訓により、国（原子力規制委員会）が、平成25年6月に原子力災害対策指針を改正し、PAZ圏内（原子力発電所から概ね5キロメートル以内の地域）の住民に、安定ヨウ素剤を事前配布することとした。これを受けて、原発のある道府県では対象となる住民への安定ヨウ素剤が配布が始まった。
東日本大震災当時、ヨウ素剤は病院や市役所等に都市の夜間人口に対応できるだけの個数が用意されたが、大部分が使われることが無かった。
今回、事前にヨウ素剤を配布したことにより、災害発生時に交通が麻痺していても、手元にあるヨウ素剤を服用できるようになった。
ただし、服用は国・自治体からの指示を待つこととなっており、情報伝達・受信手段の確保は必須である。
なお、日本国内でもサプリメントとしての購入は可能となっている。

## 甲状腺機能亢進症治療薬
甲状腺の腫脹等により、甲状腺機能が異常に高まった状態である甲状腺機能亢進症の治療として、甲状腺ホルモン合成を抑制する抗甲状腺剤のほか、ヨウ素剤による治療も行われる。これは、安定ヨウ素と、ヨウ素の放射性同位体が用いられる。
安定ヨウ素剤での治療は、人がヨウ素の短期間での過剰摂取を行うと、甲状腺ホルモン分泌が一時的に抑制されること（ウォルフ・チャイコフ効果、Wolff–Chaikoff effect）を利用するものである。この効果は永続的でなく、健常者では数週間で通常に戻る。これをエスケープ現象と呼ぶ。
また、放射性同位体を用いた治療（アイソトープ治療）として、放射性同位体であるヨウ素131 (131I) が用いられる。これは同製剤を服用することにより放射性同位体を甲状腺に蓄積させ、同位体がβ崩壊する際の放射線により甲状腺の機能を部分的に破壊することで、甲状腺の機能を低下させるものである。一般に、甲状腺腫が大きかったり、抗甲状腺薬への副作用や、抗甲状腺薬による寛解が見られない場合に行われる。

## シンチレーション剤
ヨウ素の放射性同位体 (123Iおよび131I) は放射線医学検査・治療用途で利用される。
服用後、シンチレーション検出器によるγ線の計測を行い、カウントおよび画像化により甲状腺のサイズやヨウ素取り込み量の測定（甲状腺シンチグラフィ）、パーキンソン病等の診断として、心筋の脂肪酸代謝や副交感神経の分布の診断を行う（心筋シンチグラフィ）。
また、褐色細胞腫はアドレナリンを分泌することを利用し、アドレナリンの前駆体となるノルアドレナリンに構造が類似しており、123Iまたは131Iで標識されたメタヨードベンジルグアニジン(MIBG, 1-(3-iodobenzyl)guanidine, en:Iobenguane)を取り込ませることで、その吸収された部位を観察することができる。(123I-MIBGおよび131I-MIBGシンチグラフィ)

メタヨードベンジルグアニジン(MIBG)の構造
ノルアドレナリンの構造
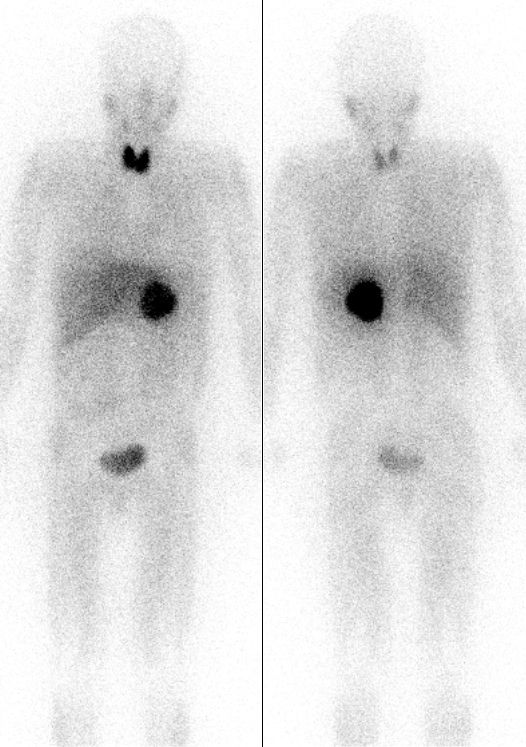
123I-MIBG静脈注射24時間後のシンチグラフィ画像。甲状腺、肝臓、膀胱が黒く写っているのは生理的吸収による。左の副腎に褐色細胞腫がある(副腎性褐色細胞腫)ため、123Iが取り込まれて黒く写っている。

## 造影剤

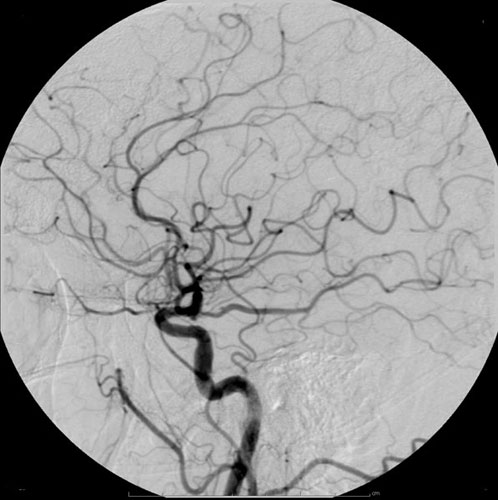
ヨウ素造影剤を用いた脳血管造影写真

ヨウ素はX線吸収が大きく、造影剤（陽性造影剤）として尿路、胆道、血管等の診断に用いられる（ヨード造影剤）。

## 副作用
本剤に副作用は少ないが、以下のような甲状腺機能異常をはじめとする症状を副作用として惹起する可能性がある。
ヨウ素過敏症
ヨウ素に対して起こるアレルギー反応である。発熱、関節痛、浮腫、蕁麻疹様皮疹を生じ、重篤な場合ショック症状を起こすことがある（アナフィラキシーショックを参照）。一方、医療現場でCT検査の際に使用されるヨード含有造影剤によるアレルギー反応・手指消毒剤のポビドンヨードによる接触性のアレルギー性皮膚炎・魚介類（通常ヨウ素を含んでいる）の経口摂取によるアレルギーなどは、ヨウ化カリウム（ヨウ素剤の成分）とは関係ない別の反応であり、チェルノブイリ原子力発電所事故の際のヨウ化カリウム予防内服の報告等でも、ヨウ化カリウム内服後のアナフィラキシーショックの報告は無い、と主張する論文があり、適切に内服する限りは非常にまれな副作用の可能性がある。
甲状腺機能異常症
甲状腺の異常のため機能が亢進または低下している場合や、慢性甲状腺炎患者の場合、ヨウ素製剤の連用によりそれらの病状が悪化する可能性がある。
甲状腺過形成
健康な者が、長期間にわたりヨウ素の過剰摂取を行うと、一過性の甲状腺過形成や機能低下を起こすことがある。
新生児期における一過性の甲状腺機能障害
周産期の母親の過剰摂取による胎児への影響や、ヨウ素を過剰に摂取した母親からの母乳により、新生児の一過性の甲状腺機能低下症が発生する。
その他の副作用
チェルノブイリ原子力発電所事故の際の予防内服において（約17,000人の調査）、嘔吐（子供2.38%、大人0.85%）、発疹（子供1.07%、大人1.24%）、腹痛（胃痛）（子供0.36%、大人0.63%）、頭痛（子供0.18%、大人0.69%）、息切れ（子供0.11%、大人0.63%）、下痢（子供0.19%、大人0.12%）という報告がある。

## 外用薬の内服による健康被害の可能性
ポビドンヨードをはじめとした外用薬や土壌燻蒸剤等の農薬は、内服用に製剤されたものではないため、化合物そのものや、安定剤等の成分により健康被害を及ぼすことがある。原子力災害時の予防薬としても、外用薬を飲んではいけない。